# Раул (футболист)
Вижте пояснителната страница за други личности с името Раул.
Рау̀л Гонса̀лес Бла̀нко  (на испански: Raúl González Blanco, обикновено наричан само Раул), e бивш испански футболист, нападател. Раул е считан за един от най-великите футболисти на Реал Мадрид. Той е рекордьор на клуба по участия със 741 официални мача, от които 550 в Примера Дивисион, носил е капитанската лента на отбора от 2003 до 2010 г. Раул е шесткратен шампион на Испания, трикратен победител в Шампионската лига с Реал Мадрид. Той е един от най-резултатните футболисти в историята на Шампионската лига със 71 отбелязани гола. Раул е изиграл 102 мача за националния отбор на Испания и е отбелязал 44 гола. Играл е за Испания на Световните първенства през 1998, 2002 и 2006 г. и Европейските първенства през 2000 и 2004 г.

## Стил на игра
Раул е играл като нападател, както и като връзка между халфовете и атаката. Неговата лекота и подвижност винаги са му помагали да сменя постоянно позицията си и да освобождава пространства за другите нападатели и да създава шансове за тях, дори срещу най-силните защитници. Много треньори на Реал Мадрид и Испания са се опитвали да намерят най-подходящата позиция на Раул. Въпреки че се води нападател (изтеглен нападател в края на 90-те) той си партнира с Фернандо Мориентес, един типичен таран. Откакто Мориентес си заминава от „Реал“ през лятото на 2003 г., Раул играе като втори нападател първо с Роналдо, след това с Рууд ван Нистелрой или с Гонсало Игуаин, или като ляво крило. В Шалке играчът се подвизава като втори нападател в тандем с Клаас-Ян Хунтелаар или зад него като атакуващ халф.

## Кариера

### Ранни години
Раул е роден в предградието на Мадрид Маркони де Сан Кристобал де лос Анхелес. След като играе добре в местния отбор Сан Кристобал де лос Анхелес неговия баща го записва в Атлетико Мадрид, когато той е на 13 години. Той се издига като печели националната титла за под 15 години (кадет) и е на прага да вземе участие в първия отбор на Атлетико. Тогава президентът на Атлетико Хесус Хил отменя юношеската школа. Скаутите на Реал Мадрид бързо го забелязват и през сезон 1992/93 той започва да играе в Кадет А. Раул отново печели титлата. През 1993/94 той започва сезона в Старша възраст Б, но го завършва с Старша възраст А, и извикан в отбора под 19 години. През 1994/95 започва сезона с Реал Мадрид C и отбелязва 16 гола в 7 мача.

### Реал Мадрид
През октомври 1994 Хорхе Валдано взима надарения тийнейджър в първия отбор. Само на 17 години и 4 месеца, Раул става най-младият играч обличал фланелката на Реал Мадрид, когато дебютира срещу Реал Сарагоса. Играе рамо до рамо с носителя на Пичичи Емилио Бутрагеньо и е напът да се превърне в новата сензация на Испанския футбол. Той отбелязва 9 пъти в 28 мача през първия си сезон, включително срещу Атлетико Мадрид. Раул е ключова фигура за спечелването на шестте големи титли от 1998 до 2003 г. През това време той печели с Реал 3 Шампионски лиги (1998, 2000, 2002) и 4 пъти става шампион на Испания (1995, 1997, 2001, 2003). В този период Раул прави запомнящ се тандем в нападение с Фернандо Мориентес. След като през 2003 г. Фернандо Йеро е изгонен от Реал, Раул става капитан на „белия балет“. На 28 септември 2005 г. отбелязва гол срещу Олимпиакос, който е негов 50-и в евротурнирите. Той е и първият футболист, отбелязвал гол в два финала на Шампионската лига. На 11 ноември 2008 г. Раул вкарва своят гол номер 300 за Реал, след хеттрик срещу Реал Унион. По време на кариерата си в Реал Раул играе заедно с множество звездни нападатели като Фернандо Мориентес, Давор Шукер, Роналдо, Майкъл Оуен, Рууд ван Нистелрой.
През сезон 2009 – 2010 е закотвен за пейката от треньора Мануел Пелегрини и много рядко започва титуляр. Последният му мач за Реал е срещу Сарагоса – отборът, срещу който нападателят записва първия си мач за „белите“ през октомври 1994 г. В тази среща Раул отбелязва гол, но е заменен поради контузия. Въпреки че новият треньор на Реал Жозе Моуриньо иска Раул да остане в отбора, играчът отказва да остане като резерва и решава да играе в друг отбор. Към него проявяват интерес Шалке 04, Ливърпул и отбори от САЩ.

### Шалке 04
В края на юли Раул подписва с Шалке 04 за 2 години. На 25 септември 2010 г. вкарва първия си гол в немския футбол срещу Борусия Мьонхенгладбах. На 20 ноември отбелязва хеттрик срещу Вердер. Испанецът е титуляр за сметка на играчи като Клаас-Ян Хунтелаар, Джеферсън Фарфан и Еду. На 20 октомври 2010 г. вкарва два гола в Шампионската лига срещу Апоел Тел Авив и подобрява рекорда на Герд Мюлер за най-много отбелязани голове в евротурнирите. Раул става важна фигура в състава на Шалке, като вкарва 12 гола в 29 срещи. През април 2011 г. отбелязва своят гол номер 70 в ШЛ срещу ФК Интер. На 21 май 2011 г. печели купата на Германия. Голът му във втория кръг на Бундеслигата през 2011/12 става „Гол на месеца“. На 19 ноември 2011 г. излиза с капитанската лента на Шалке, тъй като титулярният капитан Бенедикт Хьоведес е контузен.
На 17 декември 2011 г. испанецът вкарва хеттрик на Вердер Бремен за разгромната победа с 5:0. На 19 февруари 2012 г. той вкарва гол номер 400 в кариерата си.

### Ал Сад
На 12 май 2012 г. подписва договор за 1 сезон с катарския Ал Сад. Дебютира на 5 август 2012, отбелязвайки гол от дузпа. През сезон 2012 – 13 става шампион на страната, отбелязвайки 9 гола в 21 мача.

### Ню Йорк Космос
На 30 октомври 2014 г. подписва с Ню Йорк Космос. Освен действащ футболист, Раул заема и пост в школата на клуба. Нападателят дебютира с гол в среща с тима на Инди Илевън. С Космос печели Пролетния шампионат на Северноамериканска футболна лига, като е и един от голмайсторите с 4 попадения. На 15 октомври 2015 г. Раул обявява, че този сезон ще е неговият последен в професионалния футбол. На 15 ноември 2015 г. изиграва своя последен мач, в който Космос става шампион в Северноамериканска футболна лига, побеждавайки във финалния мач Отава Фюри с 3:2.

## Национален отбор
Раул прави дебюта си с националния отбор срещу Чехия през октомври 1996 г. На 27 март 1999 г. Раул вкарва 4 попадения на Австрия за разгрома с 9:0. В квалификационния цикъл за Евро 2000 вкарва хеттрик на Сан Марино. Попада в идеалния отбор на Евро 2000.
На Мондиал 2002 той вкарва 3 гола, но получава травма в мачът срещу Ирландия. След като Фернандо Йеро се отказва от националния отбор през 2002 г., Раул става капитан на Реал Мадрид и Испания. Последния си мач за Испания изиграва през септември 2006 г. Раул не попада в състава на „Ла Фурия“ за Евро 2008 г., след като е пренебрегнат от Луис Арагонес.
През 2012 г. треньорът Висенте дел Боске обмисля да повика Раул като заместник на Давид Вия, но това не се осъществява.

## Бенефис
На 28 април 2012 след домакински мач на Шалке 04 срещу Херта Берлин се състои тържествено изпращане на Раул, които напуска отбора и получава след това почетно място в „Кабината на славата“ на кралскосините.
На 22 август 2013 е организиран мач бенефис на Раул между Реал Мадрид и Ал Сад. Играе по едно полувреме и за двата отбора като вкарва и гол с екипа на Реал Мадрид за 1:0 в 23 мин. на мача.. Раул продължава кариерата си след този мач, като изиграва още един сезон в Катар и един в САЩ. Последния си мач като професионален футболист Раул изиграва на 15 ноември 2015 г. за Ню Йорк Космос.

## Личен живот
Раул става известен с начина, по който празнува всеки свой гол като целува своята сватбена халка, за да покаже любовта си към своята съпруга фотомодела Мамен Санс и също така от сезон 2007/08 той се обръща към публиката и показва номера и името си. Те имат 4 сина: Хорхе (25 февруари 2000), кръстен на Хорхе Валдано, Уго (20 ноември 2002), кръстен на героя от детството на Раул – Уго Санчес и близнаците Ектор и Матео (17 ноември 2005). Той обича да чете, особено книгите на Артуро Перес Реверте и обича да слуша всякаква испанска музика. Обича също така да ловува и да гледа борба с бикове.

## Статистика

### Клубна кариера
| Клуб               | Сезон              | Шампионат | Шампионат | Купа   | Купа   | Континентални турнири1 | Континентални турнири1 | Други турнири2 | Други турнири2 | Общо   | Общо   |
| Клуб               | Сезон              | Мачове    | Голове    | Мачове | Голове | Мачове                 | Голове                 | Мачове         | Голове         | Мачове | Голове |
| ------------------ | ------------------ | --------- | --------- | ------ | ------ | ---------------------- | ---------------------- | -------------- | -------------- | ------ | ------ |
| Реал Мадрид Ц      | 1994/95            | 7         | 16        | —      | —      | —                      | —                      | —              | —              | 7      | 16     |
| Реал Мадрид Ц      | Общо               | 7         | 16        | 0      | 0      | 0                      | 0                      | 0              | 0              | 7      | 16     |
| Реал Мадрид Б      | 1994/95            | 1         | 0         | —      | —      | —                      | —                      | —              | —              | 1      | 0      |
| Реал Мадрид Б      | Общо               | 1         | 0         | 0      | 0      | 0                      | 0                      | 0              | 0              | 1      | 0      |
| Реал Мадрид        | 1994/95            | 28        | 9         | 2      | 1      | 0                      | 0                      | —              | —              | 30     | 10     |
| Реал Мадрид        | 1995/96            | 40        | 19        | 2      | 1      | 8                      | 6                      | 2              | 0              | 52     | 26     |
| Реал Мадрид        | 1996/97            | 42        | 21        | 5      | 1      | —                      | —                      | —              | —              | 47     | 22     |
| Реал Мадрид        | 1997/98            | 35        | 10        | 1      | 0      | 11                     | 2                      | 2              | 3              | 49     | 15     |
| Реал Мадрид        | 1998/99            | 37        | 25        | 2      | 0      | 8                      | 3                      | 2              | 1              | 49     | 29     |
| Реал Мадрид        | 1999/00            | 34        | 17        | 4      | 0      | 15                     | 10                     | 4              | 2              | 57     | 29     |
| Реал Мадрид        | 2000/01            | 36        | 24        | 0      | 0      | 12                     | 7                      | 2              | 1              | 50     | 32     |
| Реал Мадрид        | 2001/02            | 35        | 14        | 6      | 6      | 12                     | 6                      | 2              | 3              | 55     | 29     |
| Реал Мадрид        | 2002/03            | 31        | 16        | 2      | 0      | 12                     | 9                      | 2              | 0              | 47     | 25     |
| Реал Мадрид        | 2003/04            | 35        | 11        | 7      | 6      | 9                      | 2                      | 2              | 1              | 53     | 20     |
| Реал Мадрид        | 2004/05            | 32        | 9         | 1      | 0      | 10                     | 4                      | —              | —              | 43     | 13     |
| Реал Мадрид        | 2005/06            | 26        | 5         | 0      | 0      | 6                      | 2                      | —              | —              | 32     | 7      |
| Реал Мадрид        | 2006/07            | 35        | 7         | 1      | 0      | 7                      | 5                      | —              | —              | 43     | 12     |
| Реал Мадрид        | 2007/08            | 37        | 18        | 1      | 0      | 8                      | 5                      | 2              | 0              | 48     | 23     |
| Реал Мадрид        | 2008/09            | 37        | 18        | 1      | 3      | 7                      | 3                      | 2              | 0              | 47     | 24     |
| Реал Мадрид        | 2009/10            | 30        | 5         | 2      | 0      | 7                      | 2                      | —              | —              | 39     | 7      |
| Реал Мадрид        | Общо               | 550       | 228       | 37     | 18     | 132                    | 66                     | 22             | 11             | 741    | 323    |
| Шалке 04           | 2010/11            | 34        | 13        | 4      | 1      | 12                     | 5                      | 1              | 0              | 51     | 19     |
| Шалке 04           | 2011/12            | 32        | 15        | 3      | 2      | 11                     | 4                      | 1              | 0              | 47     | 21     |
| Шалке 04           | Общо               | 66        | 28        | 7      | 3      | 23                     | 9                      | 2              | 0              | 98     | 40     |
| Ал Сад             | 2012/13            | 22        | 9         | 10     | 3      | 0                      | 0                      | 2              | 0              | 34     | 12     |
| Ал Сад             | 2013/14            | 17        | 2         | 5      | 2      | 5                      | 0                      | 0              | 0              | 27     | 4      |
| Ал Сад             | Общо               | 39        | 11        | 15     | 5      | 5                      | 0                      | 2              | 0              | 61     | 16     |
| Ню Йорк Космос     | 2015               | 28        | 8         | 2      | 0      | 0                      | 0                      | 2              | 1              | 32     | 9      |
| Ню Йорк Космос     | Общо               | 28        | 8         | 2      | 0      | 0                      | 0                      | 2              | 1              | 32     | 9      |
| Общо за кариерата3 | Общо за кариерата3 | 683       | 275       | 61     | 26     | 160                    | 75                     | 28             | 12             | 932    | 388    |

1Континенталните турнири включват Шампионска лига на Европа, Купа на УЕФА и Шампионска лига на Азия

2Други турнири включват Суперкупа на Испания, Суперкупа на Европа, Междуконтинентална купа и плейофи за МЛС

3Не включва мачовете, изиграни за дублиращите отбори на Реал Мадрид

### Национален отбор
| Испания | Испания | Испания |
| Година  | Мачове  | Голове  |
| ------- | ------- | ------- |
| 1996    | 4       | 1       |
| 1997    | 6       | 0       |
| 1998    | 10      | 4       |
| 1999    | 9       | 10      |
| 2000    | 11      | 3       |
| 2001    | 9       | 5       |
| 2002    | 9       | 6       |
| 2003    | 10      | 8       |
| 2004    | 13      | 3       |
| 2005    | 12      | 2       |
| 2006    | 9       | 2       |
| Общо    | 102     | 44      |

### Голов коефициент
| Общо за кариерата | Общо за кариерата | Общо за кариерата | Общо за кариерата |
| Отбор             | Мачове            | Голове            | Голове на мач     |
| ----------------- | ----------------- | ----------------- | ----------------- |
| Клубни отбори1    | 0932              | 0388              | 0,42              |
| Испания           | 0102              | 044               | 0,43              |
| Общо              | 1034              | 0432              | 0,42              |

1Не включва мачовете, изиграни за дублиращите отбори на Реал Мадрид

## Успехи

### Реал Мадрид
- Шампионска лига – 3 (1998, 2000, 2002)
- Суперкупа на Европа – 1 (2002)
- Интерконтинентална купа – 2 (1998, 2002)
- Примера Дивисион – 6 (1995, 1997, 2001, 2003, 2007, 2008)
- Суперкупа на Испания – 4 (1997, 2001, 2003, 2008)

### Шалке 04
- Купа на Германия – 1 (2011)
- Суперкупа на Германия – 1 (2011)

### Ал Сад
- Шампионат на Катар – 1 (2013)
- Купа на Емира – 1 (2014)

### Ню Йорк Космос
- Северноамериканска футболна лига – 1 (2015)
- Купа „Woosnam“ – 1 (2015)
- Футболна купа – 1 (2015)

### Индивидуални
- Най-добър млад талант в Ла Лига – 1 (1995)
- Най-добър испанец в Ла Лига – 5 (1997, 1999, 2000, 2001, 2002)
- Голмайстор на Ла лига – 2 (1999, 2001)
- Голмайстор на Шампионската лига – 2 (2000, 2001)
- Най-добър нападател в Шампионската лига – 3 (2000, 2001, 2002)
- Голмайстор на Купата на Испания – 2 (2002, 2004)
- Трофей „Алфредо ди Стефано“ – 1 (2008)
- Футболист на годината на ФИФА – трето място (2001)
- Най-добър нападател според „IFFHS“ – 1 (1999)
- Награда на „MARCA“ за един от най-добрите играчи на всички времена – 1 (2009) (Тази награда е получена от много малко играчи – Пеле, Марадона, Уго Санчес, Ривалдо и Раул)
- ФИФА 100
- Никога не е получавал червен картон в кариерата си

### Рекорди
- Най-много мачове с екипа на Реал Мадрид – 741
- Най-много мачове с екипа на Реал Мадрид в Ла лига – 550